# وضع (واجهة المستخدم)
في تصميم واجهة المستخدم، الوضع هو إعداد مميز ضمن برنامج حاسوب أو أي واجهة آلة مادية، حيث يُنتج نفس مُدخلات المستخدم نتائج مُدركة مختلفة عن تلك المُتوقعة في إعدادات أخرى. تتضمن مكونات واجهة الوضع مفتاحي Caps Lock وInsert على لوحة مفاتيح الحاسوب القياسية، وكلاهما يُحوّل كتابة المستخدم إلى وضع مختلف بعد الضغط عليه، ثم يُعيدها إلى الوضع العادي بعد إعادة الضغط عليها.
تُعرف الواجهة التي لا تستخدم أي أوضاع باسم واجهة بدون وضع.  تتجنب الواجهات بدون وضع أخطاء الوضع ، حيث يقوم المستخدم بأداء إجراء مناسب لوضع واحد أثناء وجوده في وضع آخر، عن طريق جعل من المستحيل على المستخدم الالتزام بها.

## تعريف
في كتابه "الواجهة الإنسانية"، يعرّف جيف راسكين النمط على النحو التالي:
"تكون واجهة الإنسان والآلة نموذجية فيما يتعلق بإيماءة معينة عندما (1) لا تكون الحالة الحالية للواجهة هي موضع اهتمام المستخدم و(2) ستنفذ الواجهة استجابة واحدة من بين عدة استجابات مختلفة للإيماءة، اعتمادًا على الحالة الحالية للنظام." (صفحة 42).
عرّف لاري تيسلر الأوضاع بأنها "حالة لواجهة المستخدم تستمر لفترة زمنية، ولا ترتبط بأي كائن معين، وليس لها دور آخر غير وضع تفسير على مدخلات المشغل."
بمفهوم راسكين، ووفقًا لتعريفه، لا تُعتبر الواجهة نمطية ما دام المستخدم مُدركًا تمامًا لحالتها الحالية. يُشير راسكين إلى هذا بـ"موضع الاهتمام" (مشتق من الكلمة اللاتينية locus التي تعني "مكان" أو "موقع"). عادةً ما يكون المستخدم مُدركًا لحالة النظام إذا كان تغيير الحالة قد بدأه عمدًا، أو إذا أرسل النظام إشارات قوية لإبلاغه بتغيير الحالة في مكان حدوث التفاعل. إذا تغير موضع اهتمام المستخدم إلى منطقة مختلفة، فقد تُمثل حالة الواجهة وضعًا لأن المستخدم لم يعد مُدركًا له.

## أمثلة

### نموذج
تم وصف العديد من أمثلة البرامج على أنها نموذجية أو تستخدم أوضاع الواجهة:
- محررو النصوص - عادةً ما يكونون في وضع الإدراج بشكل افتراضي ولكن يمكن التبديل بين وضع الكتابة فوقية وأخرى بالضغط على مفتاح الإدراج .
- برافو (محرر) - أول محرر نموذجي WYSIWYG تم تصميمه لأجهزة كمبيوتر Xerox Alto في Xerox PARC بواسطة بتلر لامبسون وتشارلز سيموني
- vi - يحتوي على وضع لإدراج النص، ووضع منفصل لإدخال الأوامر. يوجد أيضًا وضع " ex " لإصدار أوامر أكثر تعقيدًا (مثل البحث والاستبدال). في الظروف العادية، يعود المحرر تلقائيًا إلى الوضع السابق بعد إصدار الأمر؛ ومع ذلك، يُمكن الانتقال إليه نهائيًا باستخدام Shift-Q .
  - المشتقات، مثل Vim وNeovim
- إيماكس - يعتمد على مفهوم "مفاتيح البادئة"، والتي تُفعّل حالة نمطية بالضغط على مفتاح التحكم مع مفتاح حرف. ينتظر إيماكس بعد ذلك ضغطات مفاتيح إضافية تُكمل ربط المفتاح . يختلف هذا عن في في أن الوضع ينتهي دائمًا بمجرد استدعاء الأمر (عند اكتمال تسلسل ضغطات المفاتيح التي تُفعّله). يحتوي إيماكس أيضًا على أوضاع "رئيسية وثانوية" متعددة تُغيّر الأوامر المتاحة، ويمكن استدعاؤها تلقائيًا بناءً على نوع الملف لتسهيل تحرير ملفات من هذا النوع. لا تقتصر أوضاع إيماكس على تحرير ملفات النصوص؛ فهناك أوضاع لتصفح الملفات ، وتصفح الويب ، و IRC ، والبريد الإلكتروني ، وأنماط تفاعلها تُعادل برامج التطبيقات في بيئة إيماكس. كُتبت الأوضاع بلغة إيماكس ليسب ، وقد لا تكون جميع الأوضاع مُضمنة في جميع الإصدارات.
- Cisco IOS – يتم تنفيذ أوامر معينة في "وضع الأوامر".
- الأدوات المختارة من لوحة الألوان في تطبيقات تحرير الصور والرسم هي أمثلة على واجهة نمطية. بعض برامج تحرير الصور المتقدمة تحتوي على ميزة تتيح الوصول إلى نفس الأدوات بشكل غير نمطي بضغطة زر، وتبقى نشطة طالما استمر الضغط على المفتاح. عند تحرير المفتاح، تعود الواجهة إلى الأداة النمطية التي تنشطها لوحة الألوان.
- يمكن لألعاب الفيديو استخدام أوضاع اللعبة كآلية لتحسين طريقة اللعب .
- تمنع النوافذ المنبثقة سير العمل بالكامل في البرنامج ذي المستوى الأعلى حتى يتم إغلاق النافذة المنبثقة. [3]

### بلا نموذج
قام لاري تيسلر في مركز بارك بوضع تصورات لمعالج نصوص بدون نماذج من خلال ردود الفعل التي تم جمعها من اختبار المستخدم مع سيلفيا آدامز التي تم تعيينها حديثًا، حيث طُلب منها ارتجال بعض الإيماءات لتصحيح علامات التدقيق اللغوي على النص الرقمي.  أقنع هذا الاختبار مدير تيسلر بيل إنجليش بالمشاكل التي كانت موجودة في واجهتهم النموذجية السابقة.

## أخطاء الوضع
غالبًا ما يُنظر إلى الأوضاع باستياء في تصميم الواجهة لأنها من المحتمل أن تنتج أخطاء في الأوضاع عندما ينسى المستخدم حالة الواجهة، ويقوم بإجراء مناسب لوضع مختلف، ويحصل على استجابة غير متوقعة وغير مرغوب فيها. يمكن أن يكون خطأ الوضع مفاجئًا ومربكًا للغاية حيث يتعامل المستخدم مع الانتهاك المفاجئ لتوقعات المستخدم.
تحدث المشاكل إذا حدث تغيير في حالة النظام دون أن يُلاحظه أحد (سواءً من قِبل النظام، أو من قِبل شخص آخر، مثل المستخدم الذي كان يستخدم الجهاز سابقًا)، أو إذا نسي المستخدم تغيير الحالة بعد فترة. ومن المشاكل الشائعة الأخرى التغيير المفاجئ في الحالة الذي يُقاطع نشاط المستخدم، مثل فقدان التركيز . في مثل هذه الحالة، قد يُجري المستخدم بعض العمليات مع وضع الحالة القديمة في الاعتبار، بينما لم يُعالج الدماغ الإشارات التي تُشير إلى تغيير الحالة بشكل كامل بعد.

### أمثلة على أخطاء الوضع
- عادةً ما يضطر مستخدمو الحواسيب الذين لا تعتمد لغتهم على الأبجدية اللاتينية إلى التفاعل باستخدام تخطيطين مختلفين للوحة المفاتيح : تخطيط محلي وتخطيط QWERTY . يؤدي هذا إلى أخطاء في الوضع مرتبطة بتخطيط لوحة المفاتيح الحالي: في كثير من الأحيان، يُفقد تزامن وضع "التخطيط الحالي" بين المستخدم والواجهة، ويُكتب النص بتخطيط غير مقصود، مما ينتج عنه نص بلا معنى وتشويش. قد يكون لمفاتيح لوحة المفاتيح في عناصر واجهة المستخدم، مثل "(y/n)"، تأثير عكسي في حال ترجمة البرنامج.
- قد يكون مفتاح Caps Lock المصدر الأكثر شيوعًا لأخطاء الوضع. من الأوضاع الشائعة الأخرى المتاحة في لوحات مفاتيح أجهزة الكمبيوتر مفاتيح القفل الأخرى، وقفل الأرقام وقفل التمرير ، وغالبًا مفتاح الإدراج . تُنشئ مفاتيح التشكيل الميتة أيضًا وضعًا قصير المدى، على الأقل إذا لم تُقدم إشارة مرئية تُشير إلى تعديل الحرف المكتوب التالي. في حين أن مفاتيح القفل على لوحات مفاتيح أجهزة الكمبيوتر مصممة لاستخدامها كمفاتيح نمطية، فإن تصميم أجهزة كمبيوتر IBM لا يتطلب أن تكون هذه المفاتيح أو أي مفاتيح محددة أخرى نمطية، ولكنه يسمح للبرامج بمعاملة أي مفتاح كنمط. (يُطبق BIOS الكمبيوتر عادةً حالات Caps Lock وNum Lock وScroll Lock، لذا قد تبدو طريقة استخدام هذه المفاتيح جوهرية، ولكن ليس من الضروري تقنيًا أو عمليًا استخدام BIOS لإدخال/إخراج لوحة المفاتيح، وفي الواقع لا تستخدم معظم أنظمة التشغيل الحديثة إدخال/إخراج لوحة مفاتيح BIOS.)
- من الأمثلة الشائعة الظهور المفاجئ لحوار خطأ نموذجي في تطبيق أثناء كتابة المستخدم، وهو شكل من أشكال سرقة التركيز ؛ إذ يتوقع المستخدم إدخال النص المكتوب في حقل نصي، لكن الحوار غير المتوقع قد يتجاهل جميع المدخلات، أو قد يفسر بعض ضغطات المفاتيح (مثل "Y" لـ "نعم" و"N" لـ "لا") بطريقة غير مقصودة، مما يؤدي غالبًا إلى إجراء مُدمر لا يمكن التراجع عنه . يمكن للمبرمجين التخفيف من هذا عن طريق تطبيق مهلة زمنية قصيرة بين ظهور الحوار النموذجي وبدء قبوله لإدخال لوحة المفاتيح.
- يمكن أن يكون محرر النصوص Unix vi صعبًا للغاية بالنسبة للمبتدئين على وجه التحديد لأنه يستخدم الأوضاع، ولأن الإصدارات السابقة قامت بتكوين إشارة الوضع ليتم إيقاف تشغيلها بشكل افتراضي.
- في العديد من ألعاب الفيديو على الحاسوب، تُستخدم لوحة المفاتيح للتحكم باللعبة وكتابة الرسائل. قد ينسى المستخدمون أنهم في "وضع الكتابة" أثناء محاولتهم التفاعل مع أمر مفاجئ في اللعبة، فيجدون أدوات التحكم لا تستجيب (ويجدون شريط النص ممتلئًا بأزرار الأوامر المضغوطة).

## ملحوظات
1. ↑  Usability Glossary: modeless نسخة محفوظة 2007-10-22 على موقع واي باك مشين.
2. ↑  Tesler, Larry (1 Jul 2012). "A personal history of modeless text editing and cut/copy-paste". Interactions (بالإنجليزية). 19 (4): 70–75. DOI:10.1145/2212877.2212896. S2CID:21399421. (pdf)
3. ↑  "How to Use Modality in Dialogs". أوراكل. مؤرشف من الأصل في 2011-11-10.
4. ↑  "Of Modes and Men". IEEE Spectrum: Technology, Engineering, and Science News (بالإنجليزية). Aug 2005. Archived from the original on 2025-07-27. Retrieved 2020-02-21.

## روابط خارجية
- عدم وجود نموذج في قاموس UsabilityFirst
- عدم النمذجة في إرشادات HIG الخاصة بشركة Apple
- تعريف خطأ الوضع في Usability First
- مثال على خطأ الوضع في Excel
- جون راشبي. استخدام فحص النماذج للمساعدة في اكتشاف لبسات الوضع ومفاجآت الأتمتة الأخرى . ورقة بحثية تناقش طريقة آلية لتحديد أخطاء الوضع.
- جاكوب نيلسن يتحدث عن الأوضاع المحملة بنابض